# نقاط جناح الأربعة عشر

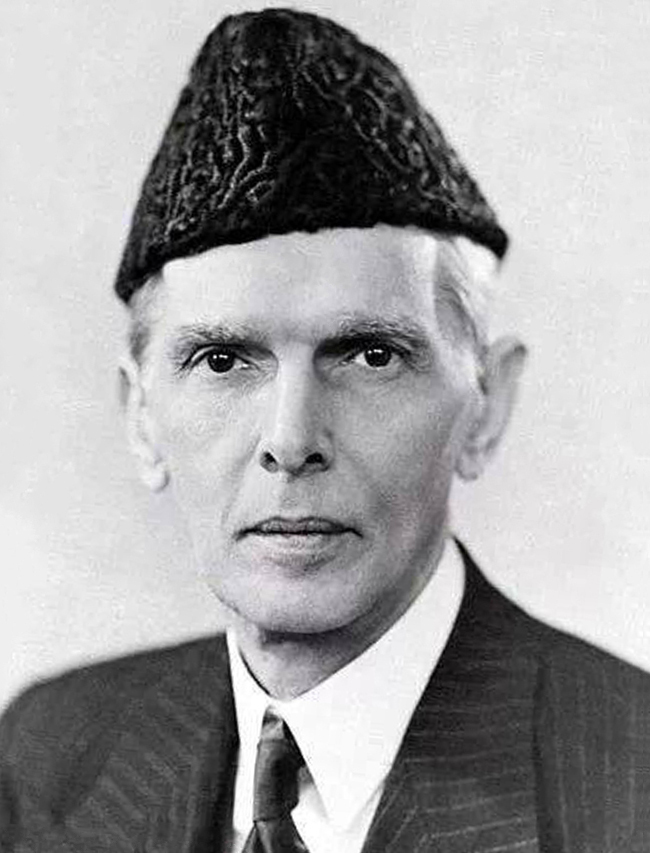
محمد جناح في عام 1945

نقاط جناح الأربعة عشر هي 14 نقطة اقترحها محمد علي جناح كخطة لإصلاح دستوري تحمى بها الحقوق السياسية للمسلمين في الهند تحت الحكم الذاتي. عمقت المقارنة بين تقرير نهرو (1928) نقاط جناح الهوة السياسية بين المسلمين والهندوس في الهند. كان هدف جناح هو الحصول على المزيد من الحقوق للمسلمين. ولذلك قدم 14 نقطة شملت كل من مصالح المسلمين في وقت ساخن أعلن فيه جناح بأنه "مفترق الطرق"، وبأنه لا يريد ولن يكون له أي علاقة مع حزب المؤتمر الوطني الهندي في المستقبل. حث قادة العصبة الإسلامية جناح على إحياء العصبة وإعطائها اتجاه. ونتيجة لذلك، أصبحت هذه النقاط مطالب المسلمين وأثرت بشكل كبير على تفكير المسلمين في العقدين التاليين حتى تأسيس باكستان في عام 1947.